# Microryzomys
Microryzomys là một chi động vật có vú trong họ Cricetidae, bộ Gặm nhấm. Chi này được Thomas miêu tả năm 1917. Loài điển hình của chi này là Hesperomys minutus Tomes, 1860.

## Các loài
Chi này gồm các loài: